# Castell de Montfort (Vinalopó Mitjà)
Les restes del castell de Montfort, en el Vinalopó Mitjà, es troben formant part de l'actual església parroquial. Encara que no existeixen dades fiables sobre la data de construcció del castell, se sap que a principis del segle xvi ja havia perdut les seves funcions defensives, pel que parteix d'ell va ser convertit en església parroquial, desapareixent la resta. Són molt escassos els vestigis que han quedat d'aquesta fortalesa, entre ells algunes restes de muralles adossades al temple parroquial.